# Sadiq al-Mahdi

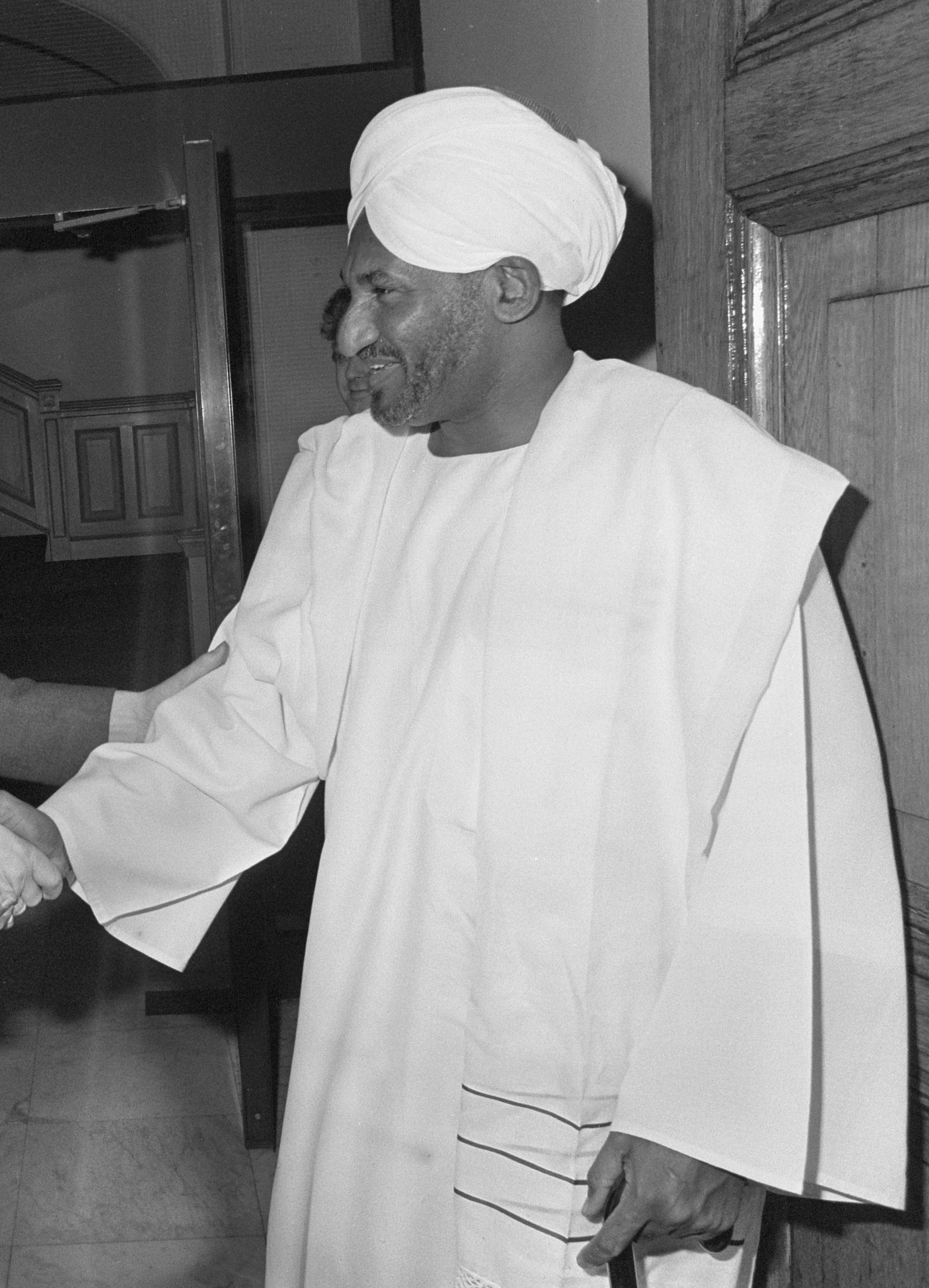
Sadiq al-Mahdi, 1987

Sadiq al-Mahdi (en árabe: الصادق المهدي‎) (Omdurmán, Sudán anglo-egipcio, 25 de diciembre de 1935-Abu Dabi, Emiratos Árabes Unidos, 26 de noviembre de 2020) fue un político sudanés y una figura religiosa de los ansar, rama del islam formada por los seguidores de Muhammad Ahmad. 

## Carrera política
Fue primer ministro de Sudán en dos ocasiones, la primera entre los años 1966 y 1967 y la segunda entre 1986 y 1989.
En su segundo mandato, Sadiq formó un gobierno de coalición que comprendía al Partido Nacional Umma, que dirigía, el Frente Nacional Islámico (liderado por su cuñado, Hassan al-Turabi), el Partido Democrático Unionista (dirigido por al-Sayyid Muhammad Othman al-Mirghani), y otros pequeños partidos sureños. El 30 de junio de 1989, sin embargo, su gobierno fue derrocado en un golpe de Estado liderado por Omar al-Bashir.
Durante su gobierno fueron anunciadas algunas irregularidades. En su segundo mandato muchos miembros de su familia ejercieron importantes funciones ministeriales.
Mahdi ha continuado liderando el Partido Umma, en oposición a al-Bashir, desde su derrocamiento. Estuvo exiliado, pero finalmente regresó a Sudán en noviembre de 2000. En julio de 2008 respaldó a Bashir después de que este fue acusado de genocidio por el fiscal de la Corte Penal Internacional.
Falleció en un hospital de Abu Dabi el 26 de noviembre de 2020 a los 84 años a causa de COVID-19.